# Henry Carter Stuart

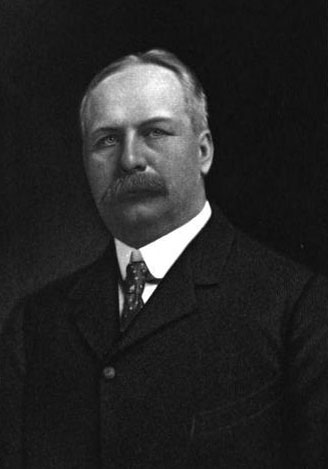
H.C. Stuart

Henry Carter Stuart (* 18. Januar 1855 in Wytheville, Wythe County, Virginia; † 24. Juli 1933 in Elk Garden, Virginia) war ein US-amerikanischer Politiker und von 1914 bis 1918 Gouverneur des Bundesstaates Virginia.

## Frühe Jahre und politischer Aufstieg
Henry Stuart besuchte das Emory and Henry College und studierte anschließend an der University of Virginia Jura. Danach leitete er die umfangreichen Geschäfte seines Vaters und wurde dadurch zu einem reichen Mann. Neben dem Finanzsektor erstreckten sich diese Geschäfte auch auf die Landwirtschaft und hier insbesondere auf die Viehzucht. Stuart wurde Präsident mehrerer Firmen im Finanzbereich; zwischen 1902 und 1908 gehörte er der Virginia State Corporation Commission an. Als Mitglied der Demokratischen Partei wurde er 1914 der bisher einzige Gouverneur seines Staates, der weder in den Vorwahlen noch bei der eigentlichen Wahl einen Gegenkandidaten hatte.

## Gouverneur von Virginia
Henry Stuart trat sein neues Amt am 1. Februar 1914 an. Die erste Phase seiner Amtszeit verlief ohne besondere Vorkommnisse. Nach dem Kriegseintritt der Vereinigten Staaten in den Ersten Weltkrieg im April 1917 musste auch Virginia seinen Beitrag zu diesem Krieg leisten. Wie überall in den USA musste auch in Virginia die Produktion auf Rüstungsgüter umgestellt werden. Junge Männer wurden gemustert und den Streitkräften zur Verfügung gestellt. Lebensmittel und Treibstoffe wurden rationiert. Noch im Jahr 1917 wurde Gouverneur Stuart von Präsident Woodrow Wilson zum Vorsitzenden der nationalen Beratungskommission des Präsidenten für die Landwirtschaft ernannt. Stuart war auch Mitglied der Kommission zur Preiskontrolle in der Rüstungsindustrie.

## Weiterer Lebenslauf
Henry Stuarts Amtszeit endete am 1. Februar 1918. Stuart vertrat die Interessen der Landwirtschaft in einem präsidialen Ausschuss zur Kontrolle der Industrieproduktion (President’s National Industrial Conference). Er unterstützte auch eine Bewegung, die sich für einen Zusatz zur Staatsverfassung von Virginia einsetzte, der 1928 in Kraft trat und zur Eliminierung der Staatsverschuldung führte. Stuart war außerdem Vorsitzender des Kuratoriums des Emory and Henry College und Mitglied des Leitungsgremiums (Board of visitors) der University of Virginia. Der Ex-Gouverneur verstarb am 24. Juli 1933 in seinem Wohnort Elk Garden. Er war mit Margaret Bruce Carter verheiratet, mit der er ein Kind hatte.